# Mirando Mrsić
Mirando Mrsić (Split, 14. listopada 1959.), hrvatski političar, hematolog i medicinski direktor Zaklade Ana Rukavina. Bivši je ministar rada i mirovinskog sustava u vladi Zorana Milanovića te bivši saborski zastupnik u Hrvatskom saboru.

## Životopis
Rođen u Splitu, djetinjstvo je proveo u Makarskoj gdje je završio osnovnu i srednju školu. 1983. diplomirao je na Medicinskom fakultetu Sveučilišta u Zagrebu. Na istome je magistrirao 1989. i doktorirao 2000. godine, područje biomedicinske znanosti.
Oženjen je i otac troje djece.

### Politička karijera
Član je SDP-a od 1997. do 2018. te ponovno od 2022. Od 2005. do 2009. i zatim 2010. zastupnik je u Skupštini grada Zagreba. Od 2007. do 2011. zastupnik u Saboru, član Odbora za informiranje, informatizaciju i medije te odbora za zdravstvo i socijalnu skrb.
Na predsjedničkim izborima 2010. bio je direktor kampanje Ive Josipovića. Iz stranke je istupio 2018.
20. listopada 2018. postaje prvi predsjednik nove političke stranke Demokrati. Nakon 3 godine, od 2022. godine podnio je neopozivu ostavku na mjesto predsjednika stranke i člana stranke Demokrati. 

## Vanjske poveznice
- Službena Facebook stranica
- Službeni Twitter profil
- Službeni Instagram profil
- Službena web stranica  Arhivirana inačica izvorne stranice od 21. siječnja 2021. (Wayback Machine)
- Službena web stranica političke stranke Demokrati